# Nyong
Pour les articles homonymes, voir Nyong (homonymie).
Le Nyong est un fleuve du sud du Cameroun, long de 690 km et se jetant dans le Golfe de Guinée.

## Géographie

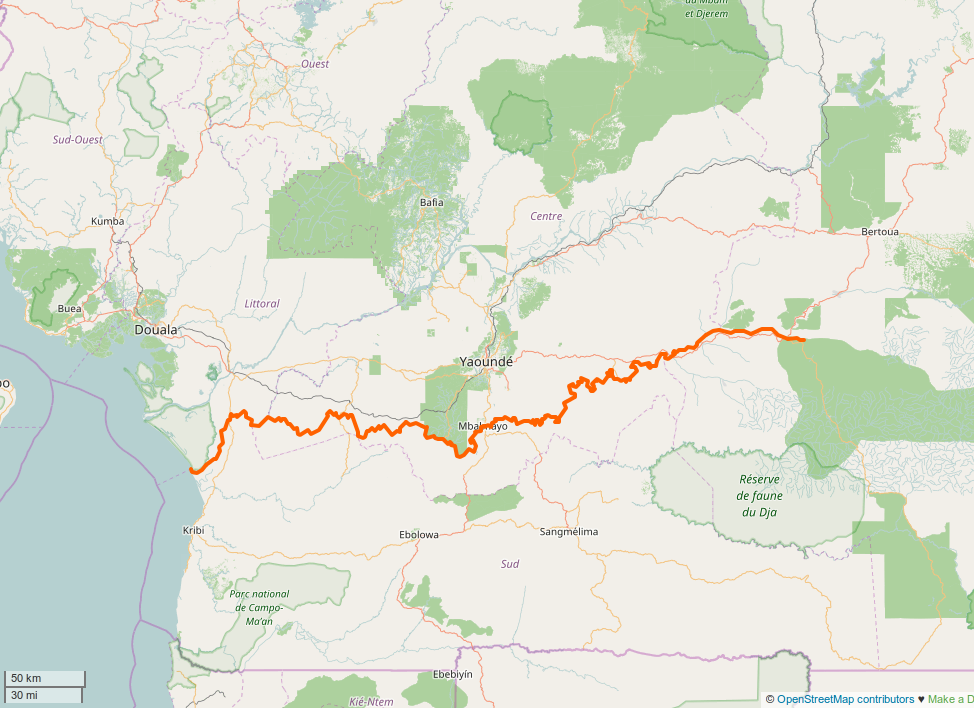

Le Nyong naît 40 km à l'est de la ville d'Abong-Mbang, dans la grande forêt pluviale équatoriale. Il court parallèlement au cours inférieur du fleuve Sanaga, suivant comme lui une direction est-ouest. Il traverse la ville de Mbalmayo.
Il se jette dans le golfe de Guinée à Petit Batanga, village situé à 65 kilomètres au sud-sud-ouest d'Édéa.
Des rapides entrecoupent son cours à Mbalmayo et à Dehane.
On peut y pêcher des poissons appelés Kanga.

## Hydrométrie
Le débit du fleuve a été observé pendant 26 ans (1951-1977) à Déhané, localité située à quelque 54 kilomètres kilomètres de son embouchure dans l'océan.
À Déhané, le débit annuel moyen ou module observé sur cette période a été de 446 m3/s pour une surface étudiée de 26 400 km2, soit plus de 90 % de la totalité (27 800 km2) du bassin versant du fleuve.
La lame d'eau écoulée dans le bassin versant se monte ainsi à 533 millimètres par an, ce qui doit être considéré comme élevé.
Cours d'eau de forêt pluviale essentiellement, le Nyong est un fleuve abondant et bien alimenté. On observe deux périodes de crue, la première à la fin du printemps (en mai-juin), la seconde, de loin la plus importante, en automne (de septembre à novembre). Des deux périodes intermédiaires d'étiage, c'est celui de fin d'hiver qui est le plus prononcé (février-mars).
Le débit moyen mensuel observé en février (minimum d'étiage) atteint 145 m3/s, soit plus de six fois moins que le débit moyen du mois d'octobre (926 m3/s), ce qui montre une amplitude des variations saisonnières nettement plus importante que celle de l'Ogooué gabonais ou du Kouilou congolais, par exemple. Sur la durée d'observation de 26 ans, le débit mensuel minimal a été de 40 m3/s, tandis que le débit mensuel maximal s'élevait à 1 226 m3/s.

## Navigabilité
D'avril à novembre, la navigation est possible pour des petites embarcations sur quelque 250 kilomètres, entre Abong Mbang et Mbalmayo.

## Galerie
|                                |
| Nyong situé au sud du Cameroun |

|                 |
| Le fleuve Nyong |

|                                     |
| Berges du fleuve Nyong à Nkollesong |

|                       |
| Pêcheur sur le Nyong. |